# Wessel Marais
Wessel Marais  (Colesberg, 28 de diciembre de 1929 - Martèl, 27 de enero de 2013) fue un botánico y explorador sudafricano.
Realizó extensas expediciones botánicas, colectando entre 1952 a 1976 por Asia Occidental: Turquía; sur de África: Botsuana, Lesoto, Namibia, Sudáfrica; islas Mascareñas: La Reunión.
Comienza su carrera profesional en el "National Herbarium" en 1952, tras obtener su M.Sc. en Botánica en la "Pretoria University", y haber hecho pasantías a campo en el parque nacional Kruger, al norte de Transvaal, y en Namibia.
De 1953 a 1955 es director del "Albany Museum Herbarium de Grahamstown", y desde allí partía en excursiones botánicas a la provincia Occidental del Cabo, Natal, Lesotho, Transkei, Pondoland, Griqualand East y demás, principalmente en conexión con una revisión de las Cruciferae para la "Flora del Sur de África". En 1957 deja el país para ser "Oficial de Enlace con el Real Jardín Botánico de Kew, hasta 1965. Luego de un corto periodo en el comercio hortícola, se le ofrece una posición permanente en el herbario (1968), para finaltmente ser Curador de Monocots Petaloides (1970), hasta su retiro en 1986. Mientras en Kew contribuyó y coeditó la Flore des Mascareignes, en colaboración con botánicos del "Mauritius Sugar Industry Research Institute" y del ORSTOM (hoy IRD), y estudiando los monocots petaloides en general.

## Honores

### Eponimia
- Crotalaria damarensis var. maraisiana Torre (= Crotalaria podocarpa DC.)

- La abreviatura «Marais» se emplea para indicar a Wessel Marais como autoridad en la descripción y clasificación científica de los vegetales.[1]